# 亂Online
《亂Online》是大型多人在线角色扮演游戏，遊戲風格屬於校園環境，是一款不限地區，是終身免費的網路遊戲。在遊戲或官方網站常會看到「亂」字出現，正是強調該款遊戲的名稱。

## 遊戲營運

### 營運狀況
《亂Online》是由韓國Min Communications開發，並授權由飛雅高科技（Feya Technologies Co., Ltd.）在台灣代理，在2005年2月24日開始封測，同年4月12日開放公測。而香港方面由雲起遊戲代理，在2005年4月16至4月26進行封測，並於同年4月29日中午12:00正式公開測試，香港地區已停止營運，韓國也已停止營運。
2005年7月29日，飛雅與「英屬維京群島商依斯楚數位娛樂有限公司台灣分公司」（XtraVision Entertainment Ltd.）簽訂合約，將《亂Online》的營運權與用戶資料全數轉讓。
2005年8月1日，Min Communications授權由「英屬維京群島商依斯楚數位娛樂有限公司台灣分公司」接手台灣地區伺服器，另有日本、大陸、香港、馬來西亞、泰國、印尼、菲律賓等地區伺服器。
2007年5月25日，依斯楚數位娛樂有限公司與Min Communications, Inc.發生糾紛。
2007年10月29日，由Min Communications, Inc.在台設立新公司「韓商銘信數位娛樂有限公司台灣分公司」（Min Communications Co., Ltd.；簡稱「Min-TW」）營運，並包裝改名為《勇Online》重新推出，而依斯楚代理的《亂 Online》仍正常營運。
2009年4月8日，行政院公平交易委員會第909次委員會議決議，認定依斯楚數位娛樂與銘信數位娛樂「雙方各自在其官方網站上發布不利對方之聲明稿」之行為屬於「為競爭之目的，散布足以損害對方營業信譽之不實情事，均違反《公平交易法》第22條規定」，命令兩家公司停止違法行為，兩家公司分別遭罰鍰新臺幣20萬元。
2010年1月21日，擁有《亂 online》遊戲原始碼的代理商依斯楚推出全新資料片《亂2 online》。
2011年11月1日，銘信宣布與九禾遊戲（NINE BUDDY GAMES INC）共同營運《勇online》。
2021年12月24日，九禾遊戲代理的《勇Online》正式永久關閉伺服器。

### 收費方式
在各伺服器網站皆可看到終身免費口號，其收費來源是取自各伺服器網站開設販賣部。販賣部為販售虛擬道具與促銷折扣相關活動的線上店面，玩家透過遊戲包或點數卡向官方網站辦理儲值動作，存入點數後，玩家可進行購買虛擬道具，該款遊戲是屬於道具零售制。另外依遊戲公司推出禮盒，可一次購買齊全虛擬道具。

## 遊戲特色
遊戲分成四座學院：玄嚴、鳳凰、聖門、虎令。虎令學院是座荒廢學院，遊戲設計的環境是玩家的練功地圖，其於三座學院是玩家們自己的歸宿。

### 服裝
該四座學院各有自己的一套校服，是呈現代表各學院的風格。
1. 玄嚴學院：
2. 聖門學院：
3. 鳳凰學院：

### 懲罰系統
玩家若於非PK場所或非PK時間下殺害其他玩家，玩家ID便會由白漸紅，一旦變紅色ID，成為玩家公認俗稱「紅人」，所有玩家可以殺死紅人。當玩家變成紅人，噴裝率增高，稅率會調高，需要至所屬學院宿舍進行打掃工作，直到ID恢復原樣。則在這個期間之內不得使用「好友傳送卡」、「學院歸還卡」之類的道具。

### PK系統
《亂 Online》PK系統曾在2005年11月4日－同年11月14日期間開放校內PK活動，但維持原PK制度，並規定玩家等級20（含）以下無法參加，並且ID不會變紅色。
2006年4月4日進行NonPK分流開放，2006年9月8日－同年9月30日開放投票，由玩家投票是否開放PK時段，同年10月2日公布結果是前五服開放，後三服維持現狀，在這NonPK到現在的期間，則造成人氣大量下滑。
- 自由PK：PK有一定的時段，大約每隔50分～70分，畫面便會出現提醒玩家：現在是PK時段。一進入該時段內，全數玩家ID皆為紅色（包含校內），大家可以自由進行PK，但僅限於校外。
- 公會戰：亦稱組織戰，由官方設定的固定時間，開放給玩家進行公會戰，參戰地點在商洞、聖門、鳳凰、玄嚴各電算室內，有一小時時間限制，時間結束且無其它公會取得電算室，取得者享有所取得電算室擁有權與道具獎勵，可任意調整稅率（最多可調至50%），例：某公會在玄嚴電算室取得該電算室，表示該公會可得到遊戲公司贈予道具獎勵外，還有調整玄嚴洞稅率權利。

## 外部連結
- 《亂 Online》韓國官方網站 [永久]（页面存档备份，存于）
- 《亂2 Online》台灣官方網站（页面存档备份，存于）
- 《勇 Online》台灣官方網站（原開發商在台經營之分公司所代理） [永久] （页面存档备份，存于）
- 《亂 Online》日本官方網站 [永久]
- 《亂 Online》馬來西亞官方網站 [永久]（页面存档备份，存于）
- 《亂 Online》香港官方網站 [永久]
- 《亂 Online》國际服官方網站 [永久]